# Hold On (canção de Jonas Brothers)
"Hold On" (em português:  Aguente Firme) é uma canção da banda americana Jonas Brothers. A canção foi lançada como primeiro single de seu álbum homônimo em 2007. O iTunes nomeou esse single como #3 em seu "Best of the Store" em agosto de 2007.

## Videoclipe
O videoclipe começa com a banda pegando seus instrumentos e começando a tocá-los. Joe começa a cantar enquanto eles tocam os instrumentos. Então, quando eles estão no segundo refrão, as paredes e os telhado voam de repente, deixando a banda em um deserto ventoso apenas com seus instrumentos. Eles continuam cantando, enquanto o vento bate em seus rostos. A canção acaba quando pára de ventar.

## Paradas musicais
Em Agosto de 2007, "Hold On" estreou na Billboard Hot 100 na posição #92, tornando-se o segundo single da banda a aparece na parada até então - sendo o primeiro "Year 3000", que alcançou #32. A melhor posição alcançada por "Hold On" na Hot 100 foi a #53. 
| Parada (2007)     | Melhor posição |
| ----------------- | -------------- |
| Bélgica           | 26             |
| Billboard Hot 100 | 53             |
| Billboard Pop 100 | 38             |